# Suona

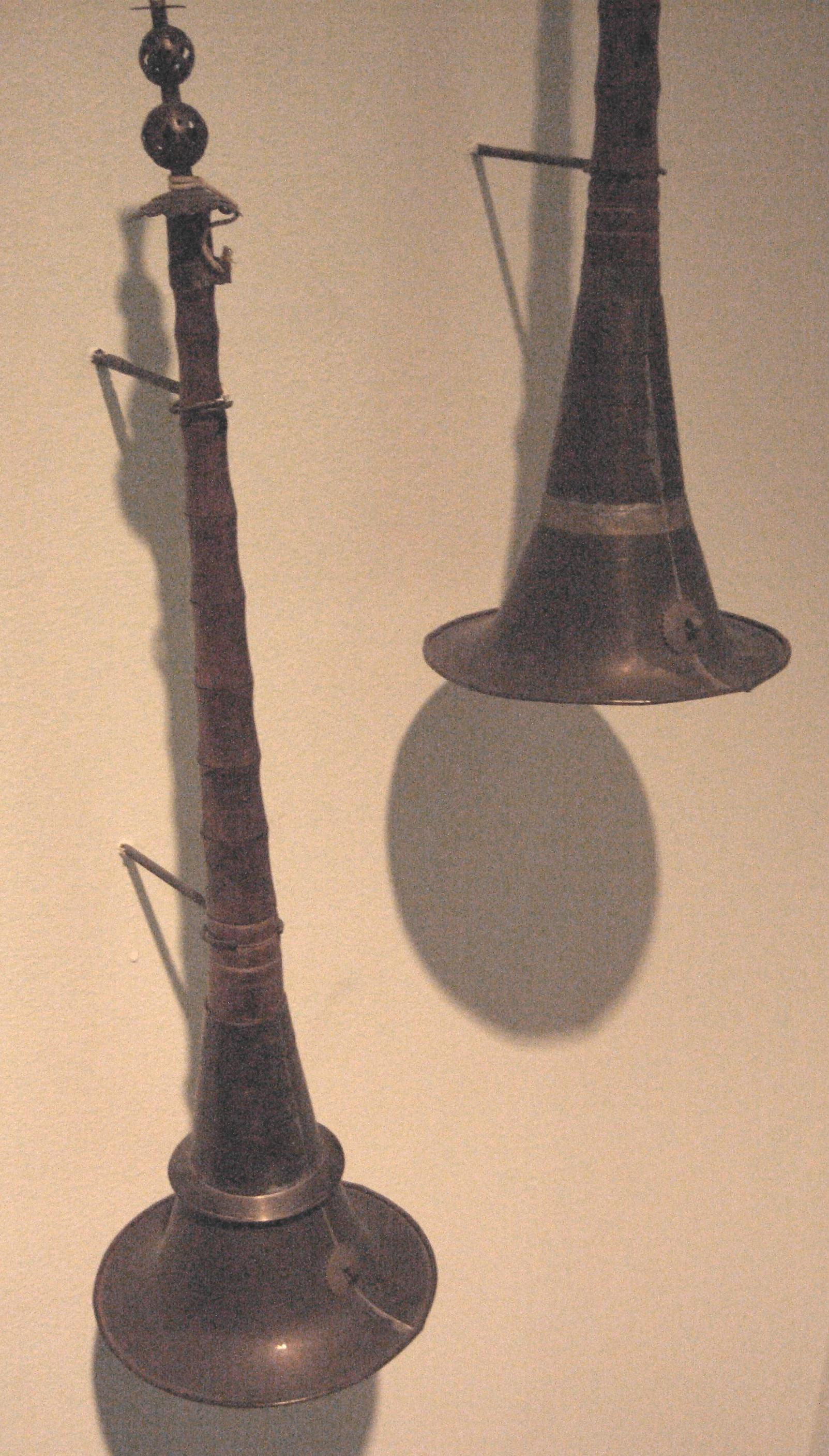
Zwei suona

Suona (chinesisch 嗩吶 / 唢呐, Pinyin suǒnà) ist ein konisches Doppelrohrblattinstrument, das in der chinesischen Musik gespielt wird.

## Bauform
Die suona besteht aus einer konischen Holzröhre wie bei der Oboe, weist aber ein Mundstück sowie einen abnehmbaren Schalltrichter auf, die jeweils aus Kupfer oder Messing bestehen. Hinter dem Mundstück sorgt ein Doppelrohrblatt für den charakteristischen hohen, durchdringenden Ton.
Das Instrument existiert in mehreren Größen. Seit Beginn des 20. Jahrhunderts wurden in China moderne Ausführungen entwickelt, die sich stärker der westlichen Oboe annähern und etwa auch das Spielen chromatischer Noten erlauben. Beispiele hierfür sind die zhongyin-, die cizhongyin- und die diyin-suona, die insbesondere in den Holzbläsergruppen moderner chinesischer Großorchester Verwendung finden, während die meisten Volksmusikgruppen weiterhin eher auf die traditionelle Ausführung zurückgreifen.

## Spielweise
Die suona ist ein wichtiges Instrument der nordchinesischen Volksmusik; besondere Beliebtheit erfreut sie sich traditionell in der Provinz Shandong. Gemeinsam mit der Mundorgel sheng, Trommeln, Gongs und anderen Instrumenten gehört die suona zum Chuida- oder Guchui-Ensemble, das insbesondere bei Hochzeiten und Beerdigungen aufspielt. Eine gewisse Rolle spielt das Instrument auch in der Militärmusik.
Daneben findet die suona in beschränktem Umfang auch außerhalb Chinas Verwendung. Immigranten brachten sie etwa nach Kuba, wo sie bis heute als corneta china festes Element der ansonsten ausschließlich aus Schlaginstrumenten in Comparsa-Gruppen entstehenden Conga-Musik des Karnevals genutzt wird, der seine Hochburg in Santiago de Cuba hat. Auch der US-amerikanische Jazz-Musiker Dewey Redman griff bei seinen Aufführungen gelegentlich zur suona.

## Herkunft und Verbreitung
Die suona ist kein ursprünglich chinesisches Instrument, sondern wurde aus der Musik Zentralasiens übernommen. Sie zählt zu dem im persischen Raum entstandenen Oboentyp surnai, von dem sich auch der Name ableitet. Diese Instrumente haben sich mit der Ausbreitung des Islam weit in Asien verbreitet. Die suona ist daher mit der indischen shehnai und der hne des südlichen Nachbarlandes Myanmar verwandt. Vergleichbare Blasinstrumente sind aus Korea (taepyeongso) und Vietnam (kèn bầu) bekannt.
Ein der suona ähnliches Instrument ist auf einem in Xinjiang an der Seidenstraße befindlichen religiösen Monument aus dem 3. bis 5. Jahrhundert dargestellt. Auf weiteren Abbildungen aus dieser Zeit etwa in der Provinz Shandong erscheint die suona als Instrument der Militärmusik; häufig wird sie von Reitern gespielt. In der chinesischen Literatur taucht das Instrument indes nicht vor der Ming-Zeit (1368–1644) auf.